# Karabiga

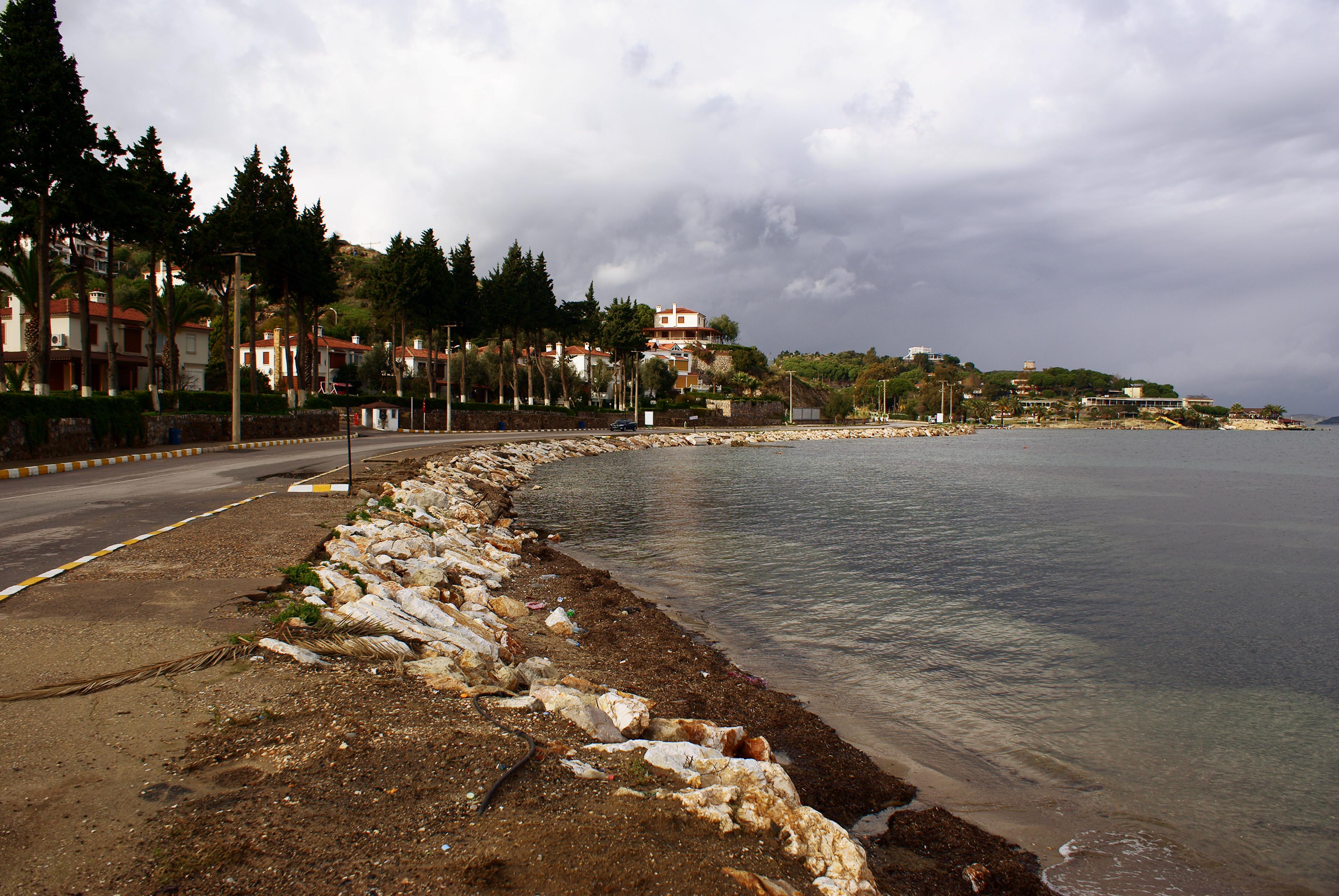
Blick auf Karabiga von der Uferstraße, rechts eine Bucht des Marmarameers

Karabiga (Karabuga) ist eine Gemeinde im Bezirk Biga in der  Provinz Çanakkale in der türkischen Marmararegion. Sie liegt an der Mündung des Flusses Biga an der kleinen, nach Osten gewandten Bucht von Karabiga.  Ihre antiken Namen waren Πρίαπος (Priapos) und in der Römerzeit Ali.

## Geschichte
Karabiga wurde in der ersten Hälfte des 7. Jahrhunderts v. Chr. als milesische Kolonie gegründet. Sein Name geht auf den Gott Priapos zurück. Strabon erwähnt, dass im Umland Weinproduktion betrieben wurde. Thukydides weist auf einen Marinestützpunkt bei Priapos hin. 334 v. Chr. ergab sich die Stadt Alexander dem Großen auf seinem Feldzug  im Vorfeld der Schlacht am Granikos kampflos.
Im Oströmischen Reich war die Stadt als Pegae bekannt und besaß eine byzantinische Festung.
Während der alliierten Besetzung nach dem Ersten Weltkrieg war Karabiga Teil der Gebietsforderungen Ahmed Anzavurs für seinen Versuch, das Gebiet vor den türkischen Nationalisten zu bewahren. Er wurde im April 1921 unweit von Karabiga von den Nationalisten im Bündnis mir Arnavud Rahman getötet.